# Zéu Britto
José Carlos Britto Filho, mais conhecido como Zéu Britto (Jequié, Bahia, 19 de fevereiro de 1977), é um cantor, compositor, apresentador e ator brasileiro. Participou de diversas trilhas sonoras de peças teatrais, séries de TV e filmes brasileiros como: Lisbela e o Prisioneiro de Guel Arraes com a canção "Dama de Ouro"' e Meu Tio Matou um Cara de Jorge Furtado com a canção "Soraya Queimada". Artista multimídia, lançou três discos: Saliva-me (2007), Saliva-me Ao Vivo (2012) e Amor de Montar (2016). Na TV, como ator e apresentador, realizou mais de 35 trabalhos, com destaque para Pastores da Noite, Sexo Frágil, A Diarista eSaramandaia, exibidos pela Rede Globo; e os programas “Retalhão” e “Zéu de Estrelas”, do Canal Brasil. No cinema, já participou de mais de dez filmes, como Saneamento Básico - O Filme, A Guerra dos Rocha e Uma Loucura de Mulher; Compôs e interpretou canções para Sexo Frágil e também a série Avassaladoras, exibida pela HBO; para a série Zé do Caixão, exibida pelo canal Space, além de músicas para diversas peças teatrais. Atualmente segue em turnê com o solo de humor “Delírios da Madrugada”, indicado a quatro categorias do prêmio do humor 2018.

## Filmografia

### Trabalhos na televisão
| Ano       | Programa                                           | Personagem                                                                             | Info                                           | Ref.  |
| --------- | -------------------------------------------------- | -------------------------------------------------------------------------------------- | ---------------------------------------------- | ----- |
| 2023      | Compro Likes                                       | Lírio                                                                                  |                                                |       |
| 2023      | Cine Holliúdy                                      | Marvado                                                                                | 3 temporada                                    |       |
| 2018      | Vai que Cola                                       | Pai Painho                                                                             | 6ª Temp. - Episódio 39                         |       |
| 2017      | Manual para se Defender de Aliens, Ninjas e Zumbis | Raimundo                                                                               |                                                |       |
| 2017      | Amor & Sexo                                        | O sexo                                                                                 |                                                |       |
| 2016–2017 | A Cara do Pai                                      | Nilson                                                                                 |                                                |       |
| 2016      | Vai Que Cola                                       | Juan                                                                                   | 4ª Temp. - Episódio 10                         |       |
| 2013      | Saramandaia                                        | Maestro Totó                                                                           |                                                |       |
| 2012      | Louco por Elas                                     | Santiago (Neto)                                                                        |                                                |       |
| 2012      | Gabriela                                           | Poeta Argileu Palmeira                                                                 |                                                |       |
| 2012      | Na Moral                                           | Viciado em rede social                                                                 |                                                |       |
| 2011      | A Vida da Gente                                    | Ele mesmo                                                                              |                                                | [ 1 ] |
| 2011      | Os Anjos do Sexo                                   | O Grande Railander/Johnny Carreras                                                     |                                                |       |
| 2011      | Zorra Total                                        | Homem com cabelo comprido nos dois primeiros programas com o quadro Metrô Zorra Brasil |                                                |       |
| 2011      | Divã                                               | Poeta concreto                                                                         |                                                |       |
| 2011      | Aline                                              | Neon                                                                                   |                                                |       |
| 2010      | Saliva-me ao vivo                                  |                                                                                        | Selo Coleção Canal Brasil, Lançamento CD e DVD |       |
| 2010      | A Turma do Didi                                    | Guardião do futuro                                                                     |                                                |       |
| 2010      | Zéu de Estrelas                                    | Apresentador e roteirista                                                              | Canal Brasil                                   |       |
| 2009      | Mosaico Baiano                                     | Participações especiais como Repórter                                                  |                                                |       |
| 2009      | Retalhão                                           | Âncora do Canal Brasil                                                                 |                                                |       |
| 2008      | Cobertura do Carnaval de Salvador                  |                                                                                        |                                                |       |
| 2008      | Casos e Acasos                                     | Mário                                                                                  |                                                |       |
| 2008      | Faça sua História                                  | Moacir                                                                                 |                                                |       |
| 2008      | Retalhão                                           | Âncora do Canal Brasil                                                                 |                                                |       |
| 2008      | Sítio do Picapau Amarelo                           | Belzéubu Bill                                                                          |                                                |       |
| 2007      | Cobertura do Carnaval de Salvador                  |                                                                                        |                                                |       |
| 2007      | Paraíso Tropical                                   | Elias                                                                                  |                                                |       |
| 2007      | Cilada                                             | Rock Star                                                                              |                                                |       |
| 2007      | Pé na Jaca!                                        | Recepcionista do hotel                                                                 |                                                |       |
| 2007      | Carga Pesada                                       | Repentista cego                                                                        |                                                |       |
| 2007      | Retalhão                                           | Âncora do Canal Brasil                                                                 |                                                |       |
| 2006      | Malhação                                           | Juca                                                                                   |                                                |       |
| 2006      | Cobertura do Carnaval de Salvador                  |                                                                                        |                                                |       |
| 2006      | Avassaladoras                                      | Plínio                                                                                 |                                                |       |
| 2005      | Cobertura do Carnaval de Salvador                  |                                                                                        |                                                |       |
| 2005      | Cobras & Lagartos                                  | Anjo Ezequiel                                                                          |                                                |       |
| 2005      | Carga Pesada                                       | Roniere Batista                                                                        |                                                |       |
| 2005      | A Diarista                                         | Max Cabeleira/Ozinaldo                                                                 |                                                |       |
| 2005      | Sob Nova Direção                                   | Severino                                                                               |                                                |       |
| 2005      | Cobertura do Carnaval de Salvador                  |                                                                                        |                                                |       |
| 2004      | Programa Novo                                      | Luiz                                                                                   |                                                |       |
| 2004      | Cobertura do Carnaval de Salvador                  |                                                                                        |                                                |       |
| 2003      | Sexo Frágil                                        | Carniça/Heloísa/Dinorá                                                                 |                                                |       |
| 2003      | Homem Objeto                                       | Personagens diversos                                                                   |                                                |       |
| 2002      | Pastores da Noite                                  | Cravo na lapela                                                                        |                                                |       |

### No cinema
| Ano  | Filme                                                 | Personagem                | Ref. |
| ---- | ----------------------------------------------------- | ------------------------- | ---- |
| 2024 | Mallandro, o Errado Que Deu Certo                     | Funcionário Gentil        |      |
| 2018 | Não Se Aceitam Devoluções                             | Luisinho                  |      |
| 2017 | Gosto Se Discute                                      | Reginaldo                 |      |
| 2016 | Uma Loucura de Mulher                                 | Josenildo                 |      |
| 2015 | O Ladrão de Rosas                                     | Psiquiatra                |      |
| 2014 | Não Pare na Pista - A Melhor História de Paulo Coelho | Representante do Crowley  |      |
| 2014 | Copa de Elite                                         | Seu Francisco             |      |
| 2011 | Capitães da Areia                                     | Aurélio dos Santos        |      |
| 2010 | Trampolim do Forte                                    | Fã Clube                  |      |
| 2009 | Os Normais 2 - A Noite Mais Maluca de Todas           | Convidado da festa de Zoé |      |
| 2008 | A Guerra dos Rocha                                    | Magrão                    |      |
| 2007 | Saneamento Básico                                     | Setembrino                |      |
| 2007 | A Grande Família - O Filme                            | Porteiro 1967             |      |
| 2006 | Fica Comigo Esta Noite                                | Agente funerário          |      |
| 2005 | A Máquina                                             | Doido Cantador            |      |